# Zjumagul Nusupova
Zjumagul Baltabajevna Nusupova (ryska: Жумагуль Балтабаевна Нусупова), född 17 maj 1931 i byn Kyzyl-Asker, död 28 november 2015 i Bisjkek, var en sovjetisk-kirgizisk politiker. Hon var kulturminister i Kirgiziska SSR åren 1980–1985.